# 第二次牛奔河戰役
第二次牛奔河戰役（英語：Second Battle of Bull Run）又名第二次馬納沙斯戰役（英語：Second battle of Manassas），爆發於1862年8月29日及30日，是美國內戰中的一場戰役。

## 戰前
約翰·波普少將自8月26日起沒有得到任何支援，但仍深信正在不遠處的乔治·B·麦克莱伦會盡可能援助他，所以他決定留下與李將軍的部隊作戰。

## 戰事
雙方的軍隊在早上都收到進軍的消息。波普少將發動一連串的進攻，企圖衝破其防線。北軍與傑克森的部下作戰至下午，就撤退了。因為波普此時發現隆史崔特已經趕到，但其實在早上十一時隆史崔特就已到達戰場。
次日，波普觀察南軍的進軍路線後誤以為他們正在撤退，立即通知各部下，包括麥克萊倫的大軍追趕，其中一、兩個師跟隨在南軍後面，另外三個則側面包抄，企圖把南軍困在一起。
不料，原來南軍只是在部署兵力，延長戰線，企圖於北軍進攻時打擊其側翼。北軍的進攻部隊很快就遭南軍炮火轟炸。然而，北軍繼續前行，攻擊傑克森的防線，而隆史崔特就趁機攻擊北軍左翼，成功後與傑克森攻向北軍的中央，逼使波普與部下渡過牛奔河，退守華盛頓特區。
此戰役的勝利鼓舞南軍主動向北方發動侵略，馬里蘭會戰不久展開。
38°48′45″N 77°31′17″W / 38.81246°N 77.52131°W